# Pablo Thiam
Pablo Thiam (Conakry, 3 de gener de 1974) és un antic futbolista de Guinea amb passaport alemany.
És fill d'un diplomàtic guineà que residia a l'aleshores capital alemanya, Bonn. Començà a jugar al club local MSV Bonn. Als 15 anys marxà al Colònia, club amb el qual debutà a la Bundesliga el 1994. Més tard jugà al VfB Stuttgart i al FC Bayern de Múnic el 2001. Finalment fitxà el gener de 2003 pel VfL Wolfsburg, on passà la major part de la seva carrera i quan finalitzà esdevingué entrenador assistent.
Fou 25 cops internacional amb Guinea amb qui marcà 2 gols i disputà la Copa d'Àfrica de Nacions 2006.

## Palmarès
- Bundesliga 3a posició: 2002.
- Copa alemanya de futbol finalista: 1998.